# 石黒佑弥
石黒 佑弥（いしぐろ ゆうや、2001年6月20日 - ）は、愛知県江南市出身のプロ野球選手（投手）。右投右打。阪神タイガース所属。

## 経歴

### プロ入り前
江南市立藤里小学校1年生の時から藤里スポーツ少年団で投手としてプレーを始め、江南市立宮田中学校では捕手兼投手としてプレーした。
星城高等学校では1年目から背番号16番を背負って登板を果たし、3年の夏には石川昂弥を擁し春のセンバツを制した東邦高等学校戦に先発登板し8回3失点、打者としては石川から3点本塁打を放つ活躍でコールド勝ちを収めた。この試合を当時JR西日本の総監督を務めていた後藤寿彦が観戦しており、オファーを受けた石黒は卒業後同社に入社することとなった。ドラフト解禁年となった2022年は5球団から調査書が届くも指名漏れ。
翌2023年のドラフト会議で阪神タイガースから5位指名を受けた。11月18日、契約金4000万円・年俸750万円で仮契約を結んだ（金額はいずれも推定）。背番号は63。

### 阪神時代
2024年は、ウエスタン・リーグで28試合登板、2勝3敗5セーブ、防御率2.13を記録し、7月15日に初めて一軍登録されると、7月21日の広島東洋カープ戦（阪神甲子園球場）でプロ初登板。ルーキーでは唯一の一軍登板となった。最終的に二軍では40試合に登板し、4勝4敗、チームトップの10セーブを記録した。
2025年は開幕一軍入りを果たすも、4月3日に二軍落ち。ウエスタン・リーグで8試合に登板して無失点と結果を残して5月6日に再び一軍昇格するも、登板は2試合にとどまり、5月17日に再び登録を抹消された。6月5日に再び一軍昇格し、8日のオリックス・バファローズ戦でプロ初ホールドを記録するも、翌日脇腹の筋損傷と診断され、登録を抹消された。

## 選手としての特徴・人物
球威とキレともに抜群の直球に加え、低めに集める制球力が持ち味。直球の最速は152km/hを記録。変化球は武器としているカットボール、スライダー、カーブ、フォークを投げる。
愛称は「クロちゃん」。
阪神入団後はJR西日本時代の上司から託された同社のICカードICOCAのマスコットキャラクター「カモノハシのイコちゃん」のぬいぐるみとともに入寮した。

## 詳細情報

### 年度別投手成績
| 年 度     | 球 団     | 登 板 | 先 発 | 完 投 | 完 封 | 無 四 球 | 勝 利 | 敗 戦 | セ 丨 ブ | ホ 丨 ル ド | 勝 率 | 打 者 | 投 球 回 | 被 安 打 | 被 本 塁 打 | 与 四 球 | 敬 遠 | 与 死 球 | 奪 三 振 | 暴 投 | ボ 丨 ク | 失 点 | 自 責 点 | 防 御 率 | W H I P |
| --------- | --------- | ----- | ----- | ----- | ----- | -------- | ----- | ----- | -------- | ----------- | ----- | ----- | -------- | -------- | ----------- | -------- | ----- | -------- | -------- | ----- | -------- | ----- | -------- | -------- | ------- |
| 2024      | 阪神      | 3     | 0     | 0     | 0     | 0        | 0     | 0     | 0        | 0           | ----  | 16    | 3.1      | 6        | 0           | 1        | 0     | 0        | 3        | 0     | 0        | 2     | 2        | 5.40     | 2.26    |
| 通算：1年 | 通算：1年 | 3     | 0     | 0     | 0     | 0        | 0     | 0     | 0        | 0           | ----  | 16    | 3.1      | 6        | 0           | 1        | 0     | 0        | 3        | 0     | 0        | 2     | 2        | 5.40     | 2.26    |

- 2024年度シーズン終了時

### 記録

#### 初記録
投手記録
- 初登板：2024年7月21日、対広島東洋カープ16回戦（阪神甲子園球場）、8回表二死に4番手で救援登板、1/3回を無失点[24]
- 初奪三振：2024年8月18日、対中日ドラゴンズ21回戦（バンテリンドームナゴヤ）、5回裏に大野雄大から見逃し三振
- 初ホールド：2025年6月8日、対オリックス・バファローズ3回戦（阪神甲子園球場）、6回表に2番手で救援登板、1回無失点[25]

### 背番号
- 63（2024年[8] - ）